# Chaetarthria utahensis
Chaetarthria utahensis är en skalbaggsart som beskrevs av Miller 1974. Chaetarthria utahensis ingår i släktet Chaetarthria och familjen palpbaggar. Inga underarter finns listade i Catalogue of Life.